# One Long Year
Albums de Todd Rundgren
With a Twist...
(1997) Liars
(2004)
One Long Year est un album de Todd Rundgren sorti en 2000.

## Titres
Toutes les chansons sont écrites et composées par Todd Rundgren.
| 1.    | I Hate My Frickin' I.S.P. | 3:46 |
| 2.    | Buffalo Grass             | 4:32 |
| 3.    | Jerk                      | 4:40 |
| 4.    | Bang on the Ukulele Daily | 3:04 |
| 5.    | Where Does the Time Go?   | 4:48 |
| 6.    | Love of the Common Man    | 3:27 |
| 7.    | Mary and the Holy Ghost   | 4:22 |
| 8.    | Yer Fast (And I Like It)  | 3:14 |
| 9.    | Hit Me Like a Train       | 5:01 |
| 10.   | The Surf Talks            | 5:49 |
| 42:43 |                           |      |